# Tentativa de golpe de Estado em Madagascar em 2006
Uma tentativa de golpe de Estado ocorreu em Madagascar em 18 de novembro de 2006, durante o período de preparação para as eleições presidenciais de 3 de dezembro, quando o general reformado do exército Andrianafidisoa, também conhecido como Fidy (e um ex-diretor-geral da OMNIS), declarou um regime militar. 
Segundo as autoridades judiciais, Andrianafidisoa não foi autorizado a concorrer à presidência depois de não conseguir pagar um depósito de 25 milhões de ariáris (US$ 11.400).  Fidy havia anteriormente apoiado o presidente em exercício, Marc Ravalomanana, em sua reivindicação bem sucedida para a presidência na sequência das disputadas eleições presidenciais de 2001.

## Eventos do golpe
O general Fidy proclamou um governo militar e criou uma base perto do Aeroporto de Ivato, na capital Antananarivo. Houve relatos policiais de tiroteios no início da manhã de 18 de novembro, e um soldado foi morto e outro ferido. O presidente Ravalomanana estava retornando da França durante o incidente e seu avião foi desviado de Antananarivo para Mahajanga 

## Consequências
Em 19 de novembro de 2006, o governo afirmou que estava procurando o general Fidy e que dezenas de soldados estavam estacionados fora de sua casa. O secretário de Estado para Segurança Pública, Lucien Victor Razakanirina, disse à Reuters: "Nós emitimos um cartaz de procurado para o general Fidy por um ataque à segurança do Estado. Fomos prender o general Fidy, porém ele não estava mais em sua casa. Ele é muito móvel." Fidy disse à Reuters por telefone: "Estou vivo e não estou escondido. Os soldados e os políticos entenderam a mensagem". Ele não divulgou sua localização. 
Em uma entrevista de rádio em 20 de novembro, Fidy, que ainda não havia sido capturado, declarou que a ideia de que ocorrera uma tentativa de golpe foi uma má interpretação, mas reconheceu que havia pedido a renúncia de Ravalomanana porque considerava o governo inconstitucional.  Em 22 de novembro, Fidy recebeu o apoio da maioria dos catorze candidatos presidenciais, os quais afirmaram que o general estava defendendo a constituição e os interesses da nação.  Após as eleições terem sido realizadas em 3 de dezembro, o governo tentou, sem sucesso, prender um desses candidatos, Pety Rakotoniaina , embora tenha negado que procurou prendê-lo por causa de seu apoio a Fidy.
Uma recompensa de $ 50.000 foi oferecida pela prisão de Fidy. Razakanirina declarou que Fidy foi pego de surpresa e capturado em 12 de dezembro em um hotel e que ele não resistiu.  Durante seu julgamento, ele e seus advogados argumentaram que Fidy não tentou um golpe, mas havia em vez disso tentado alertar Ravalomanana para a situação das forças armadas. 